# Alan Rollinson
Alan Rollinson (Walsall, Engleska, 15. svibnja 1943. − Kidderminster, Engleska, 2. lipnja 2019.) je bio britanski vozač automobilističkih utrka od 1962. do 1984. U Formuli 1 je trebao nastupati na Silverstoneu za Veliku nagradu Velike Britanije 1965. za momčad Bob Gerard Racing, u bolidu Cooper T73 s Fordovim 109E L4 1.5 motorom. U kvalifikacijama je osvojio 22. mjesto, no na utrci nije nastupio. Od 1967. do 1973. nastupao je na neprvenstvenim utrkama, a najbolji rezultat je ostvario na utrci International Gold Cup 1971. na Oulton Parku, kada je osvojio četvrto mjesto. Godine 1966. osvojio je naslov prvaka u Škotskoj Formuli Libre, u bolidu Brabham BT16-Cosworth. Od 1967. do 1971. je nastupao u Europskoj Formuli 2. Godine 1969. osvojio je titulu viceprvaka u Britanskoj Formuli 3 iza Emersona Fittipaldija. Godine 1973. nastupao je u Formuli Tasman, gdje je osvojio jednu pobjedu, ukupno 21 bod, te 5. mjesto u konačnom poretku vozača. Nastupao je i u raznim kategorijama sportskih automobila, Formule 5000 i utrkama izdržljivosti, kao što su 24 sata Le Mansa, 1000 km Nürburgringa, 1000 km Spa, no bez većih uspjeha. Dugi niz godina vodio je garažu u svom rodnom gradu, a posjedovao je i tvrtku za popravak vozila. Također je radio kao prijevoznik automobila u Bridgnorthu. Preminuo je od raka u 76 godini života.

## Vanjske poveznice
- Alan Rollinson - Driver Database
- Alan Rollinson - Stats F1
- All Results of Alan Rollinson - Racing Sports Cars